# 30 Broad Street
Le Continental Bank Building est un gratte-ciel de 171 mètres construit à New York en 1932.